# Площадь Алфандега (Порту-Алегри)
Площадь Алфандега (Таможенная площадь; порт. Praça da Alfândega) — площадь в историческом центре столицы бразильского штата Риу-Гранди-ду-Сул городе Порту-Алегри. Площадь входит в список объектов исторического и художественного наследия штата Риу-Гранди-ду-Сул. Вокруг неё расположены известные историческими здания Порту-Алегри, включая Художественный музей Риу-Гранди-ду-Сул, Мемориал Риу-Гранди-ду-Сул, культурный центр Banco Santander и Коммерческий клуб. Кроме этого, здесь находятся федеральные штаб-квартиры банков Banrisul и Caixa Econômica Federal и торговый центр Rua da Praia. Традиционно с 1955 года на площади проводится книжная ярмарка Порту-Алегри, привлекающая тысячи посетителей не только огромным выбором предлагаемых книг, но и музыкальными, театральными и танцевальными представлениями.

## История

### Потешная площадь
Истоки площади Алфандега восходят к концу XVIII века, когда район, где она расположена, служил старым речным портом города. 2 июля 1783 года советники Порту-Алегри решили построить каменный пирс на берегу озера Гуаиба, чтобы облегчить прибытие пассажиров и товаров.
В 1804 году была расширена якорная стоянка и построен пирс, который считался выдающимся по тому времени сооружением с 24 каменными столбами, что позволило причаливать сумакам (небольшим двухмачтовым лодкам) и большим яхтам. В то время перед пирсом, рядом с первым зданием таможни города, была площадь. На этой площади собирались торговцы и зеленщики, их прилавки были расставлены в беспорядке, поэтому в то время это место называлось Потешная, или Шуточная, площадь (порт. Praça da Quintada).
В 1820 году, когда дело дошло до строительства большего здания таможни, торговцы были вынуждены переехать на тогдашнюю площадь Параисо, сегодня известную как площадь 15 ноября (Praça XV de Novembro). Однако, торговцы воспротивились, и, в конце концов, западную сторону площади разрешили оставить для торговли. В то же время Сильвестре де Соуза Телеш, основываясь на полученной им концессии, заявил права собственности на часть территории, которая граничила со зданием таможни, что поставило под угрозу планы властей по расширению площади. Концессия заявителя была в конечном итоге отозвана и городская администрация распорядилась, чтобы доступ к пирсу и таможне был очищен от уличных торговцев и временных построек. Примерно к этому времени площадь получила название Таможенной (Алфандега).
Однако усилий властей было недостаточно, чтобы содержать участок в чистоте, и площадь страдала от гор мусора. Несмотря на усилия властей ситуация улучшилась только тогда, когда в 1856—1858 годах у реки была возведена каменная стена со ступенями на том участке, который сегодня соответствует улице Сете-де-Сетембро.

### Площадь Сенатора Флоренсиу

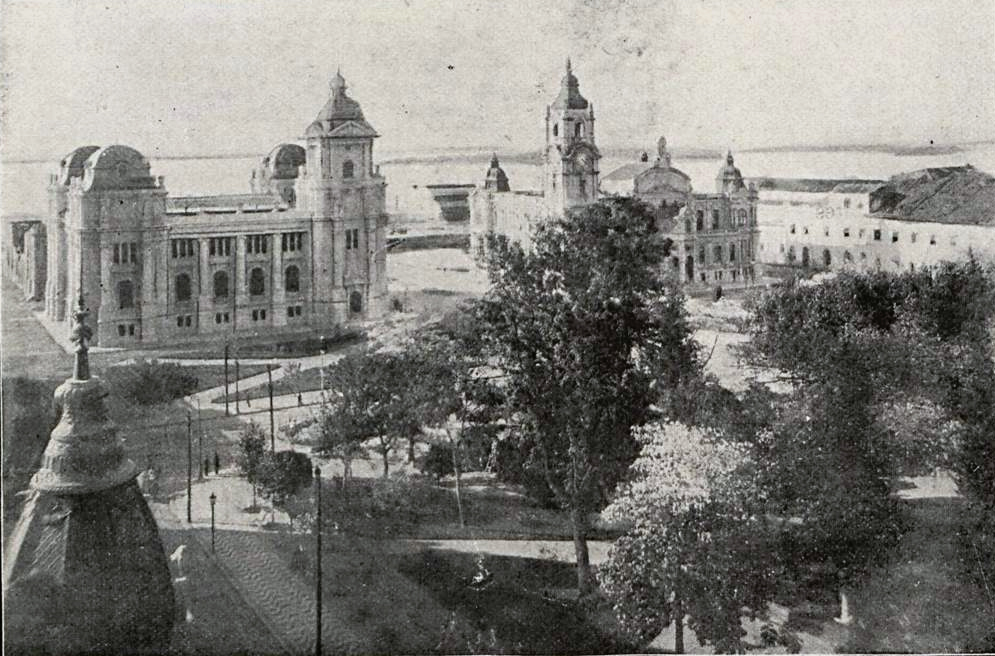
Вид на площадь в 1919 году

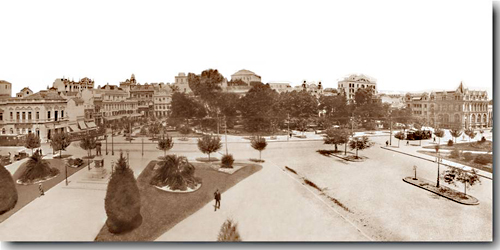
Вид на площадь в 1929 году

В 1866 году организация Companhia Hidráulica Porto-Alegrense начала посадку деревьев на площади Алфандега. Первоначально по контракту было посажено всего 9 деревьев. Позже жителям окрестностей разрешили украшать и озеленять площадь. Компания также установила один из первых фонтанов в городе, известный как фонтан Императрицы (порт. Chafariz da Imperatriz), который был открыт императором Бразилии Педру II в октябре 1865 года; на вершине этого чугунного фонтана, сделанного во Франции были фигуры трёх пухленьких малышей, стоящих спиной друг к другу. Как и другие фонтаны, привезённые в Порту-Алегри во времена Прекрасной эпохи, фонтан бесследно исчез. Несколько лет спустя здесь уже были сиденья и киоск. 14 марта 1883 года название было изменено на площадь Сенатора Флоренсио в честь Флоренсио Карлоса де Абреу и Силвы.
В 1912 году в целях улучшения порта и санитарной политики старое здание таможни было снесено и построена набережная, что определило нынешнюю конфигурацию площади и сделало возможным строительство зданий налоговой станции (ныне Художественный музей Риу-Гранди-ду-Сул) и почты и телеграфа (ныне Мемориал Риу-Гранди-ду-Сул), а также пристани Мауа, преобразованной в главный торговый склад между внутренней частью штата и заграницей.
Кроме того, в площадь Сенатора Флоренсио была включена небольшая соседняя площадь Баран-ду-Риу-Бранку, которая разрабатывалась в соответствие с французским ландшафтным дизайном. На ней мощёная дорога соединяла площадь с воротами пристани через проспект Сепулведа. На этой дорожке были высажены калифорнийские пальмы и блестящая бирючина. Для озеленения окрестностей площади использовалась жакаранда. Тем не менее, бо́льшая часть местной растительности также сохранилась, что объясняет присутствие сосен, кипарисов и эвкалиптов на фотографиях того времени.
В 1920 году ряд деревьев сейбы великолепной, которые наносили вред росту соседних деревьев и местному ландшафту, были удалены. В 1923 году в центре площади была установлена конная статуя генерала Осорио, сооружены зеркальные бассейны, скамейками и фонтаны, созданные скульптором Хильдегарду Леау Велозу. В 1935 году сюда была перенесена статуя «Самаритянин» с площади Монтевидео, где её заменил фонтан Талавера-де-ла-Рейна. Наличие трамваев, сначала с запряжёнными ослами, а затем электрических, привлекало на площадь большое количество прогуливающихся особенно благодаря близости кафе, ресторанов, кинотеатров, клубов и отелей. Среди известных мест были Grande Hotel (уничтоженный пожаром в 1967 году), Commerce Club, Cine Guarany и Central Cinema.

### Площадь Алфандега
В 1979 году площади Сенатора Флоренсиу и Барана ду Риу-Бранку были объединены, поглотив участок улицы Сете-де-Сетембро и превратив его в пешеходную. Кроме того, была поглощена вся территория между улицами Андрадас, Капитан Монтанья, Сикейра Кампос и Кассиану ду Насименту. Однако западная часть была освобождено для строительства новой штаб-квартиры банка Caixa Econômica Federal. В это время было возвращено старое название площадь Алфандега. Площадь была включена в программу «Монумента» и отреставрирована с целью восстановления её облика, который она имела в начале XX века.

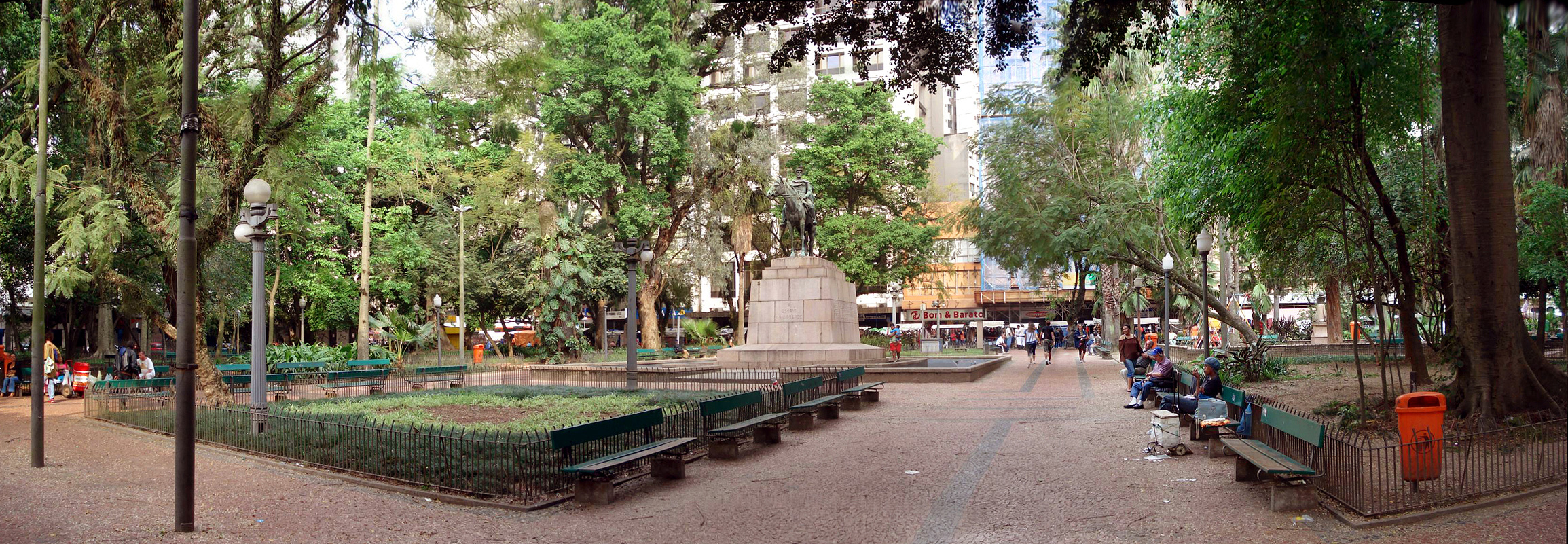
Современный вид площади

## Примечательные сооружения и события

### Памятники и скульптуры
На площади Алфандега по углам расположено несколько памятников и скульптур, среди которых наиболее важными являются памятник «отцу бразильской дипломатии» барону Риу-Бранку, памятник генералу Осорио, гермы, посвящённые Антониу Карлосу Лопешу, Кальдасу Жуниору, Леонардо Труде и барону Санту-Анджелу, а также скульптуры Мариу Кинтаны и Карлуса Друммонда ди Андради работы австрийского скульптора Франсиско Стокингера.
В 2011 году на тротуаре площади, который соответствует улице Андрадас, был открыт «Африканский след», часть Музея истории чернокожих в Порту-Алегри, представляющая собой историю культуры чернокожих в городе.
В 2014 году был открыт памятник в честь Жулио Ла Порта, так называемого «шерифа» книжной ярмарки Порту-Алегри. Колоколообразная скульптура, предмет, который Жулио использовал для открытия и закрытия Ярмарки, также отмечена памятником.

Памятники и скульптуры на площади
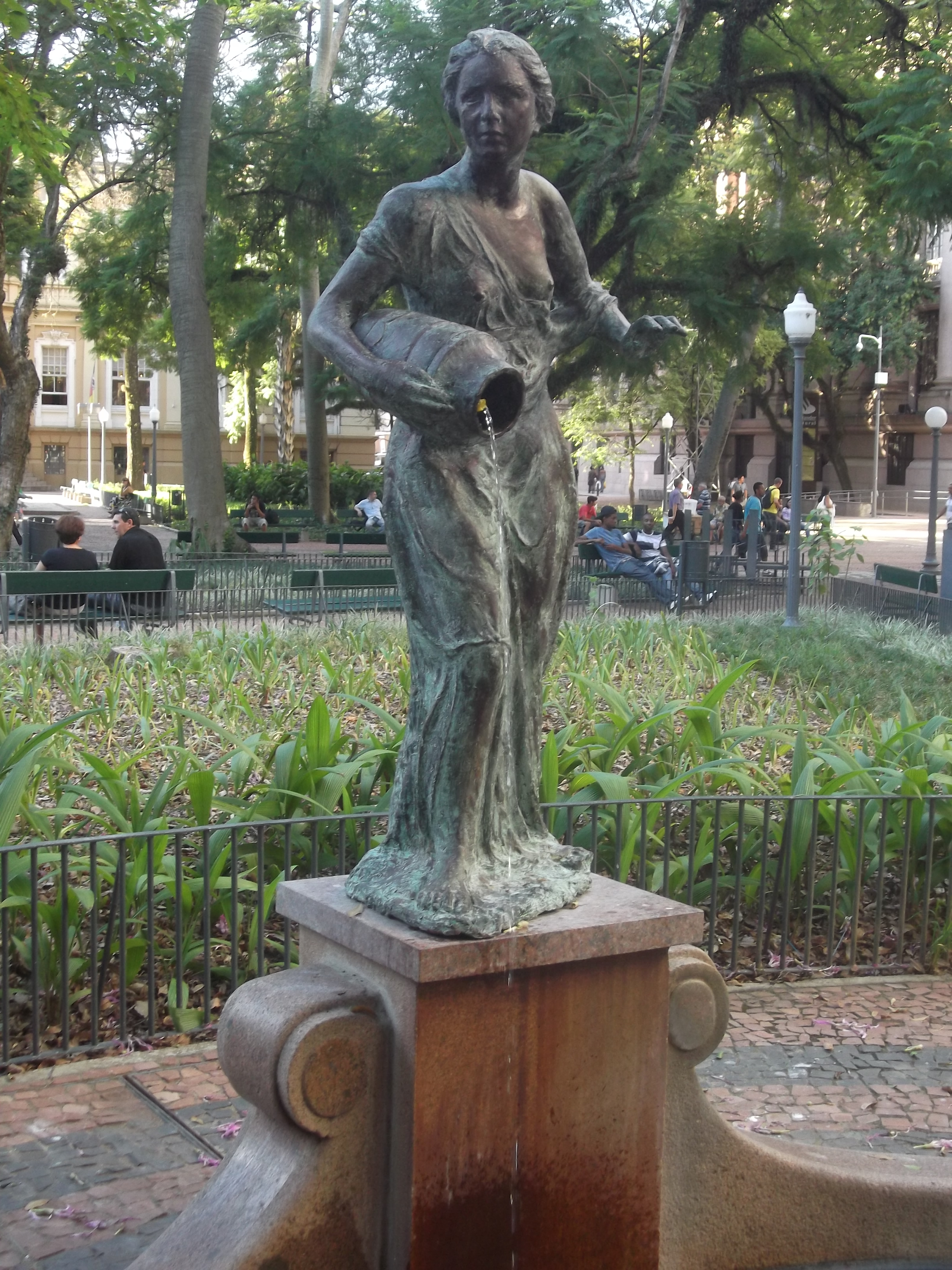
«Самаритянка»
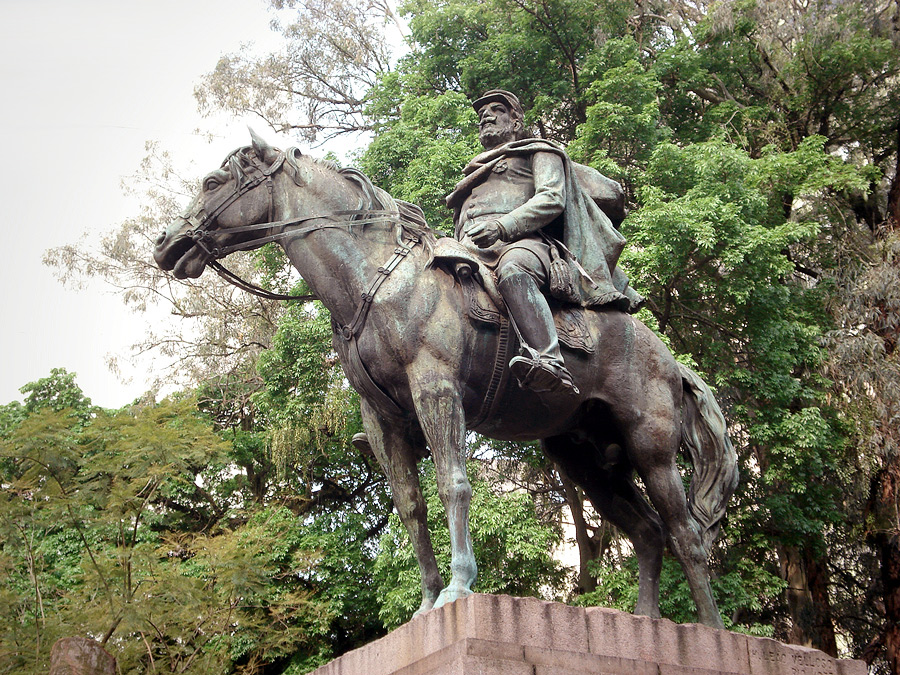
Памятник генералу Осорио
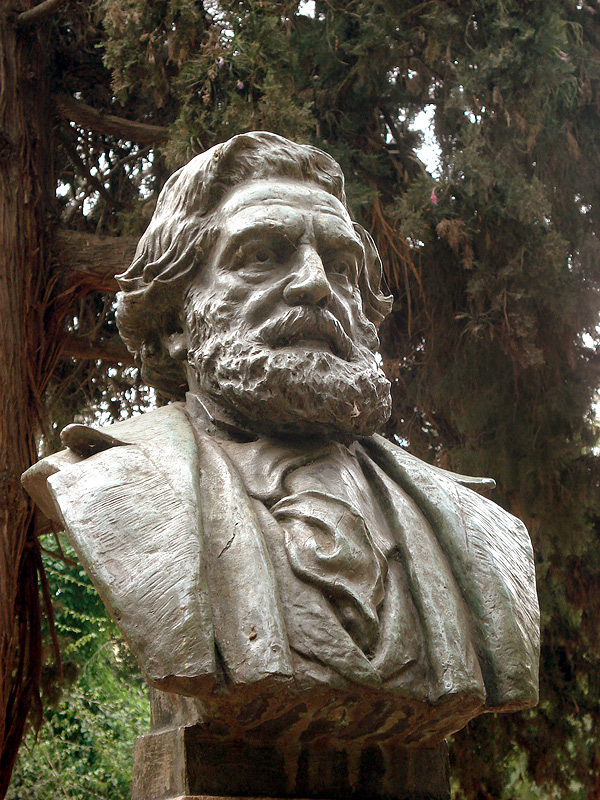
Бюст барона Санту-Анджелу
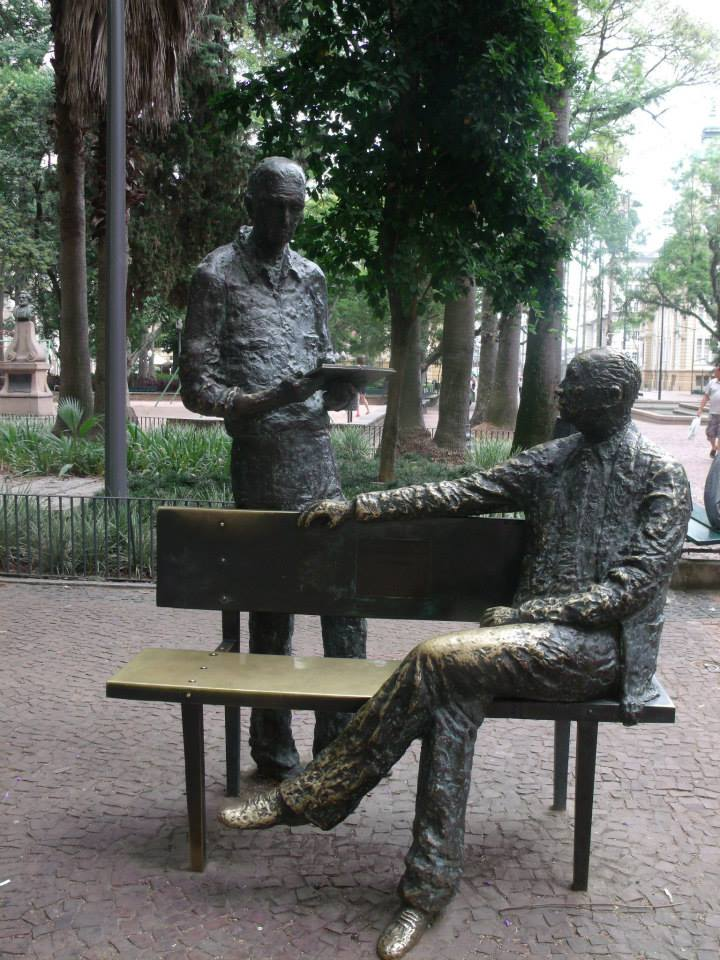
Мариу Кинтаны и Карлус Друммонд ди Андради
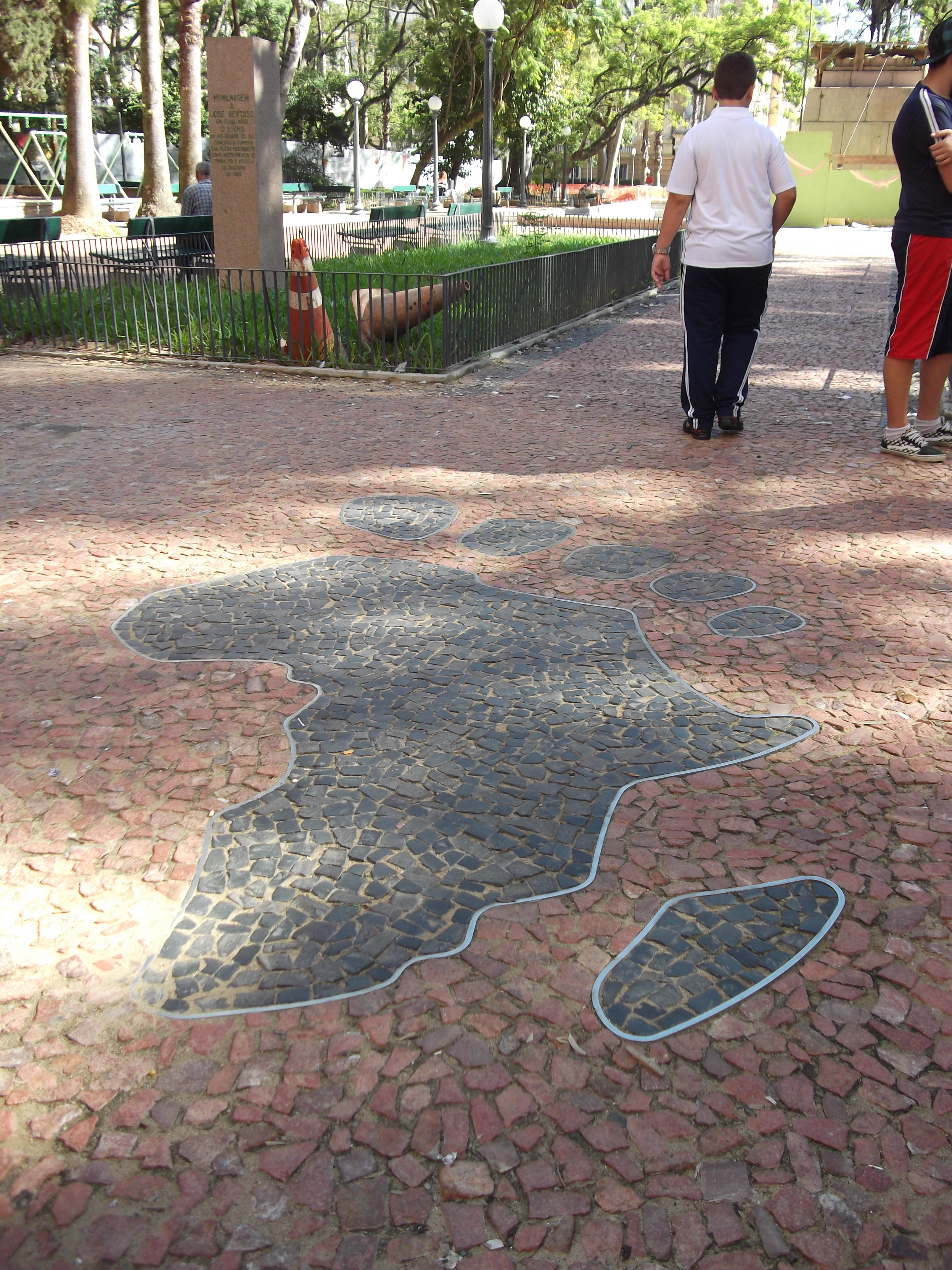
«Африканский след»

### Книжная ярмарка

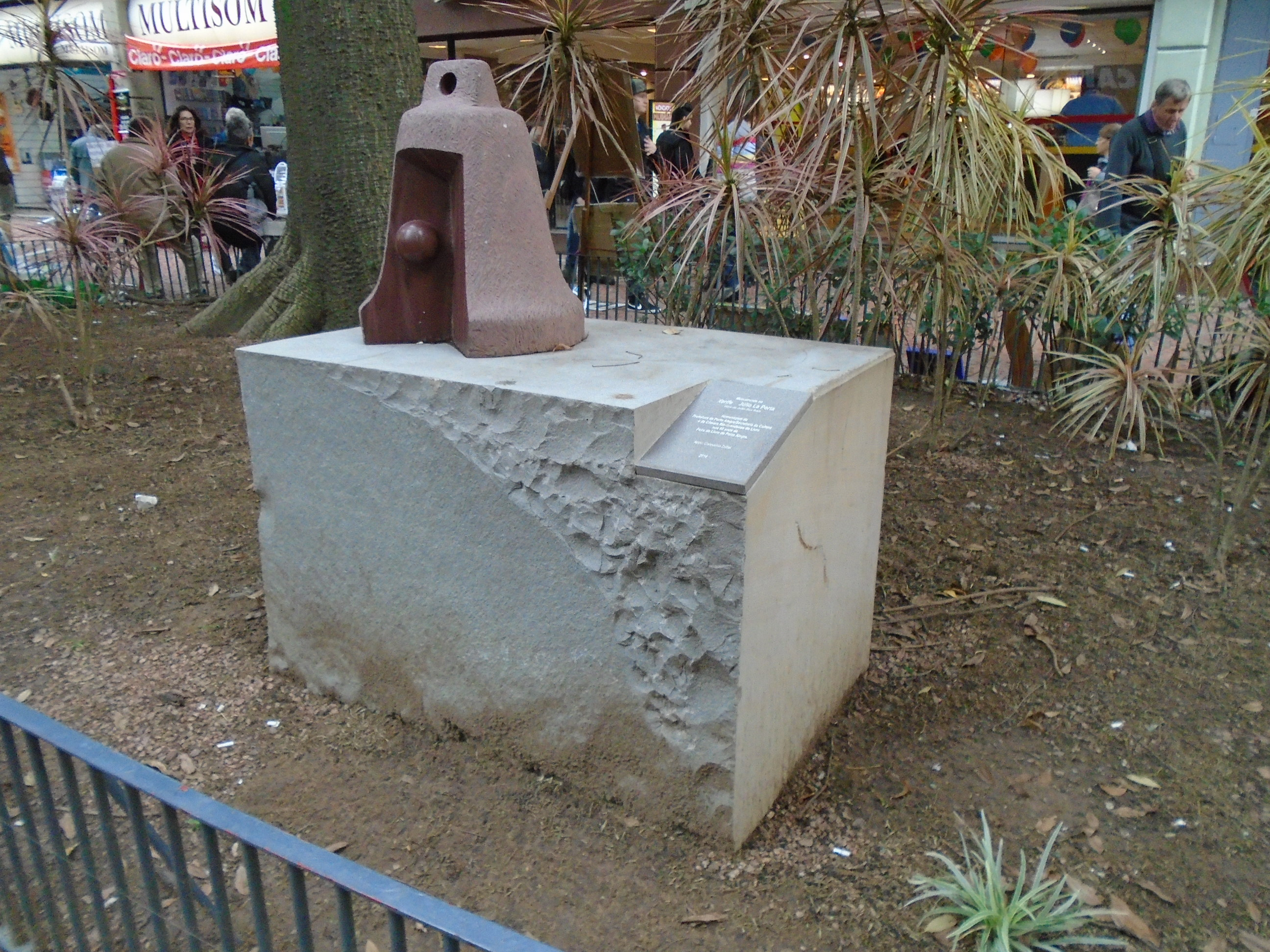
Скульптура в честь «шерифа» книжной ярмарки Жулио Ла Порта

С 1955 года во второй половине октября, на площади проходит традиционная ежегодная книжная ярмарка Порту-Алегри. Ярмарка привлекает тысячи посетителей, которые ищут новые национальные и международные релизы или многочисленные предложения букинистов по низкой цене. Они также могут посетить музыкальные, танцевальные и театральные шоу, которые проходят ежедневно, и насладиться зрелищем цветущих в это время года сейбы великолепной, муравьиного дерева и жакаранды.